# Bandera de la República Socialista Soviética de Tayikistán
La bandera de la República Socialista Soviética de Tayikistán fue adoptada por la RSS de Tayikistán el 20 de marzo de 1953.  Es una modificación de la bandera nacional de la URSS. 

## Descripción
La bandera de la República Socialista Soviética de Tayikistán se presenta como un paño rectangular de color rojo con una franja blanca en el centro y una verde debajo de esta (las cuales representan a la producción de algodón y de otros productos agrícolas, respectivamente), con el martillo y la hoz dorados, y la estrella con bordes dorados en la parte superior del cantón.

## Historia
Antes de esto,  la bandera era roja con la hoz y el martillo dorado en la esquina superior izquierda, por encima de los caracteres cirílicos dorados РСС Тоҷикистон (RSS Tojikiston) - su nombre en tayiko y Таджикская ССР (Tadzhikskaya SSR) - nombre en ruso en un tipo de letra sans-serif. 
Entre 1937 y la adopción de la bandera arriba en la década de 1940, la bandera era la misma, pero la primera línea de caracteres estaban en caracteres latinos (RSS Tocikiston).
Entre el 4 de julio de 1935 y 1937, la bandera era la misma, pero sin los caracteres cirílicos. 
La primera bandera de la República Socialista Soviética de Tayikistán fue adoptada el 23 de febrero de 1929, y era roja con el escudo de armas en la esquina superior izquierda.

## Banderas históricas

Bandera de la RASS de Tayikistán (1924-1929)
Bandera de la RASS de Tayikistán (1929-1931)
Bandera de la RSS de Tayikistán (1931-1935)
Bandera de la RSS de Tayikistán (1935-1936)
Bandera de la RSS de Tayikistán (1936-1938)
Bandera de la RSS de Tayikistán (1938-1940)
Bandera de la RSS de Tayikistán (1940-1953)
Bandera de la RSS de Tayikistán (1953-1991)